# Ana Cristina de Souza
Ana Cristina Menezes Oliveira de Souza (Rio de Janeiro, 7 aprile 2004) è una pallavolista brasiliana, schiacciatrice del Fenerbahçe.

## Palmarès

### Club
- Campionato turco: 2

2022-23, 2023-24
- Coppa di Turchia: 1

2023-24
- Supercoppa turca: 2

2022, 2024

### Nazionale (competizioni minori)
- Campionato sudamericano under 18 2018
- Campionato mondiale under 18 2019

### Premi individuali
- 2018 - Campionato sudamericano under 18: Miglior opposto
- 2019 - Campionato mondiale under 18: Miglior schiacciatrice
- 2021 - Campionato sudamericano: Miglior opposto
- 2024 - Sultanlar Ligi: Miglior schiacciatrice[9]